# آثار العجم (كتاب)

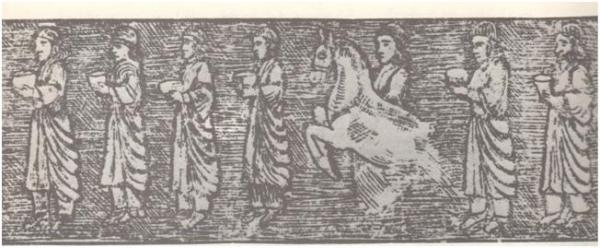
تفصيل من رسم فورست لقصر أبو نصر من كتاب آثار العجم

آثار العجم هو كتاب رحلات وتاريخ كتبه فرصت شيرازي بين عامي 1881 و1895 ويحتوي في الغالب على معلومات سيرة ذاتية مباشرة عن نخبة فارس، ومصادر عن تاريخ المنطقة بالإضافة إلى جغرافيتها. كما يتضمن مجموعة تضم أكثر من خمسين رسمًا لمواقع تاريخية مختلفة في بلاد فارس. وهو كتاب مهم بسبب الترجمة الدقيقة للأسلوب القاجاري [الإنجليزية] للنقوش والمباني في برسيبوليس.

## علم الأسماء

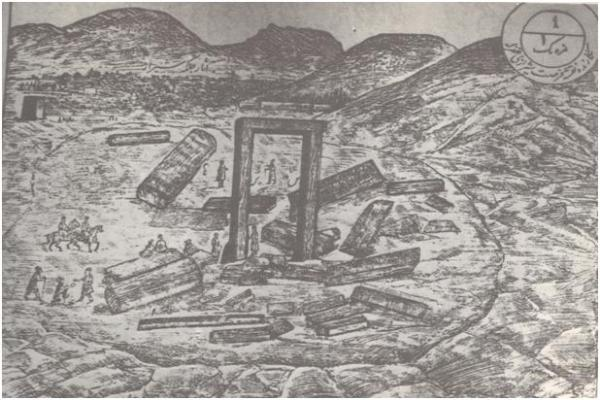
تفصيل آخر عن قصر أبي النصر من الكتاب

إن إسم الكتاب هو فارسي من أصل عربي، حيث شاع استخدام لفظ العجم (وهم كل من لم يكن ينطق العربية) على الفُرس خصوصًا حيث إنهم أول كتلة كُبرى من غير العرب، التقى بها العرب عند الفتوحات.

## فيلم وثائقي
في عام 2016، أخرج المخرج الوثائقي الإيراني حسن نقاشي فيلمًا بعنوان "آثار العجم" والذي تناول بشكل أساسي حياة فرصت الدولة وبشكل أكثر تحديدًا بنية الكتاب ونشره.